# BBM (バンド)
BBM（ベイカー・ブルース・ムーア）は、1993年から1994年にかけて活動したイングランドのスリーピース・ロックバンドである。ゲイリー・ムーア（ギター）とジャック・ブルース（ベース）が、ブルースのクリーム時代の同僚だったジンジャー・ベイカー（ドラムス）を招いて結成した。

## 経歴
ムーアは1979年にコージー・パウエルのアルバム『オーヴァー・ザ・トップ』の制作でブルースに出会い、1982年のアルバム『コリドーズ・オブ・パワー』の制作に彼を招いて「エンド・オブ・ザ・ワールド」のヴォーカルを任せた。1993年8月14日、彼はドイツのエスリンゲンで行われたブルースのコンサートにゲイリー・ハズバンド（ドラムス）を交えたトリオのメンバーとして出演し。それをきっかけに再びブルースにソロ・アルバムへの参加を依頼する。
1993年11月、ブルースの50歳のバースデイ・コンサートがケルンで開催され、ムーアを含めて多くの著名なミュージシャンがゲスト出演した。その中には1960年代からブルースとクリームを含めて様々なバンドで共に活動してきたベイカーがおり、ムーアを交えた3人はクリームの楽曲を演奏した。
ムーアのソロ・アルバムのレコーディングには、ブルースの他にハズバンドが参加予定だった。しかし開始が遅れたので、彼はビリー・コブハムとのセッションに参加する為に離脱した。するとブルースはベイカーを招くことを提案して自ら誘いの電話を掛けた。
ベイカーを迎えて開始されたレコーディングは、もはやムーアのソロ・アルバムの為のものではなかった。完成したアルバム『白昼夢』（Around the Next Dream）は1994年5月にヴァージン・レコードから「BBM（ベイカー・ブルース・ムーア）」というバンド名義で発表され、同年6月に全英チャート最高9位を記録。
アルバム発表に伴い1994年5月から開始された欧州ツアーは7月まで予定されていたが、メンバー間の「エゴ、感情、政治、長年の不満の混ざり合い」が噴出し、公演のいくつかはキャンセルとなった。ツアー終了後、BBMはそのまま自然消滅し、メンバーは各自のソロ活動に移行する。

## メンバー
- ジンジャー・ベイカー (Ginger Baker) - ドラムス　2019年10月6日死去
- ジャック・ブルース (Jack Bruce) - ボーカル、ベース、チェロ、キーボード　2014年10月25日死去
- ゲイリー・ムーア (Gary Moore) - ボーカル、ギター　2011年2月6日死去

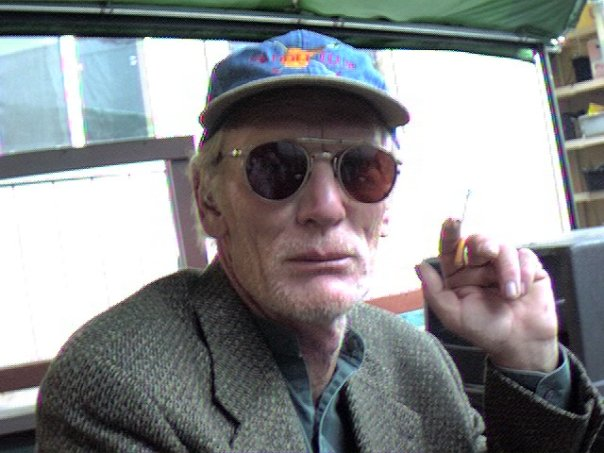
ジンジャー・ベイカー
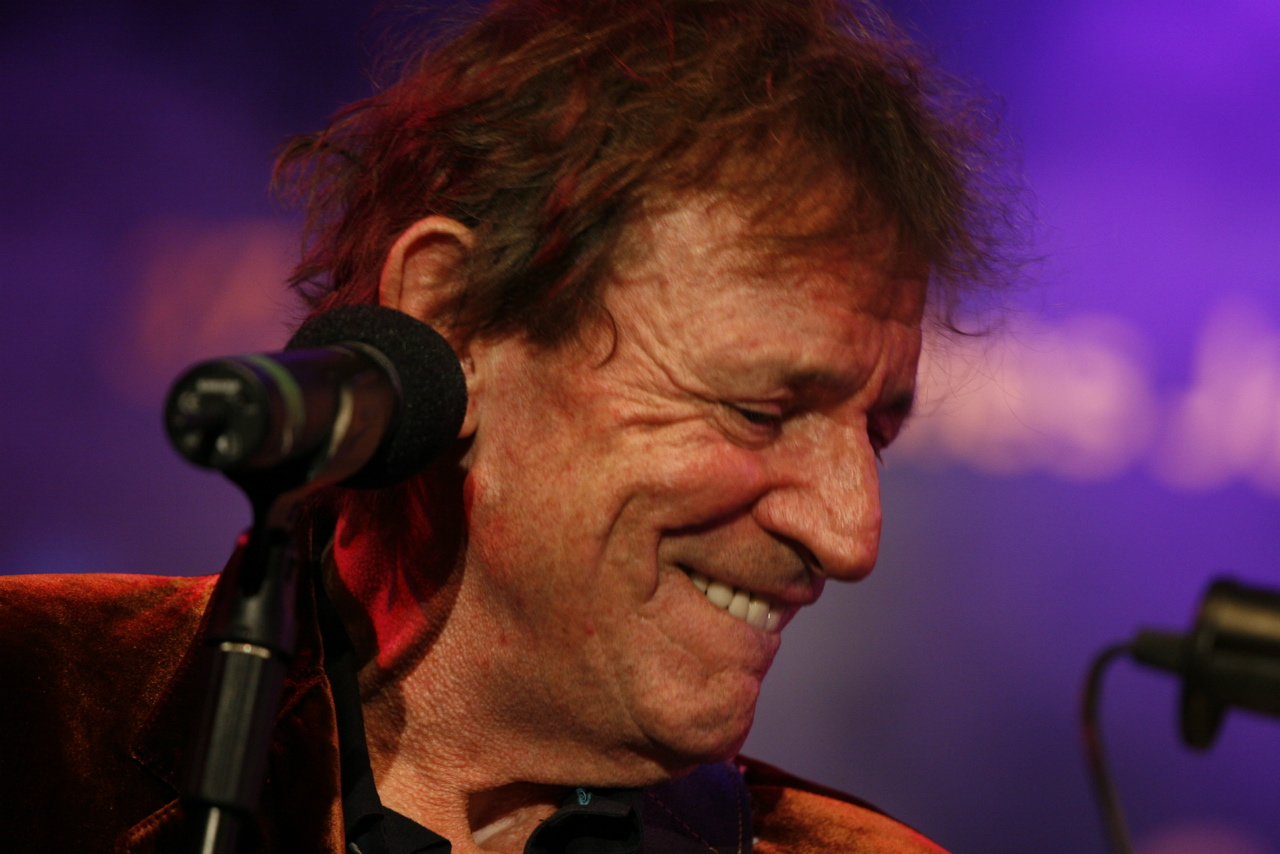
ジャック・ブルース
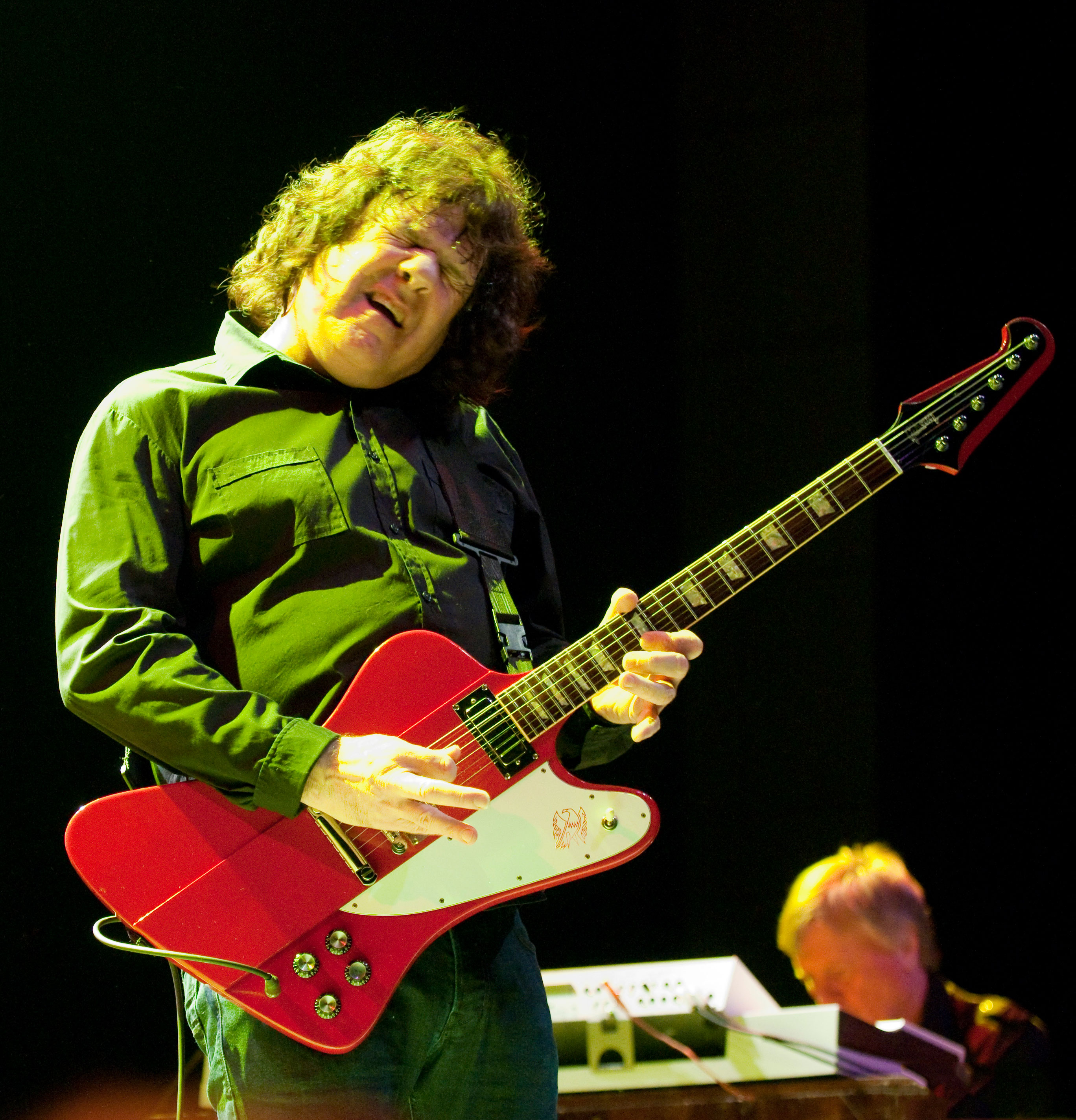
ゲイリー・ムーア

## ディスコグラフィ

### アルバム
- 『白昼夢』 – Around the Next Dream （1994年）